# Ісікарі (річка)
Ішікарі (яп. 石狩川) — річка в Японії на острові Хоккайдо, найдовша річка на острові і друга за площею басейну в Японії. Тече через міста Асахікава і Саппоро. Раніше річка впадала до Тихого океану, але в результаті виверження вона впадає у Японське море.